# Marilynia annae
Marilynia annae är en rundmaskart som först beskrevs av Christian Wieser och Stephen Donald Hopper 1967.  Marilynia annae ingår i släktet Marilynia och familjen Cyatholaimidae. Inga underarter finns listade i Catalogue of Life.